# Понцоне, Маттео
Маттео Понцоне, или Понцони (итал. Matteo Ponzone, o Ponzoni; 3 ноября 1583, Венеция — между 1663 и 1675) — итальянский живописец позднего барокко. Тенебрист венецианской школы живописи.

## Биография
Маттео Понцоне родился в Венеции, в приходе Сан-Моизе, в семье Клаудио, шляпника кремонского происхождения, и Агнесины Негро. Ранее считалось, что он родился в Арбе, столице одноимённого острова на самом севере Далмации (в хорватском языке используется перевод имени Матей или Мате Пончун, а также своего рода двойная фамилия Матей Понцони Пончун: Matej Ponzoni Pončun). Недоразумение, возможно, проистекает из длительного пребывания художника в Далмации, а также из связей его матери с некоторыми знатными далматинскими семьями: его дядей был Марко Антонио де Доминис, учёный и священнослужитель, который в 1616 году оставил руководство архиепархией Сплита Сфорца Понцоне, брату Маттео. Благодаря тому, что его брат был архиепископом Сплита с 1616 по 1640 год Маттео Понцоне получил ряд выгодных заказов в Далмации.
Маттео учился живописи у Якопо Пальмы Младшего и был связан с художником Санте Перандой, который, вероятно, был одним из его учителей и чьё влияние на творчество Понцоне очевидно. С 1613 по 1633 год он был членом Братства живописцев Венеции (Fraglia dei Pittori di Venezia). В его мастерской учились Антонио Дзанки, Андреа Челести и Пьетро Негри, которые помогали ему в выполнении ответственных заказов.
Значительное количество сохранившихся произведений Маттео Понцоне в полной мере свидетельствует о его важном месте в истории венецианской школы живописи начала XVII века. Аналогичным образом, масштаб полученных им заказов, среди которых особенно важными были заказы на алтарные картины для церквей Сан-Джорджо-Маджоре, Мадонна-дель-Орто и Сан-Кассиано, даёт представление о высоком уровне успеха, которым пользовался Понцоне при жизни.

## Алтарные композиции для церквиМадонна-дель-Ортов Венеции. Между 1600 и 1630
- Бичевание Христа
- Святой Георгий, убивающий дракона, между святыми Иеронимом и Трифоном